# Dracunculus (plant)
Dracunculus is een geslacht uit de aronskelkfamilie (Araceae). The Plant List accepteert twee soorten. De drakenwortel (Dracunculus vulgaris) komt voor in het Middellandse Zeegebied.  Dracunculus canariensis komt voor op de Canarische Eilanden en op Madeira.